# CRYZL1
CRYZL1 (англ. Crystallin zeta like 1) – білок, який кодується однойменним геном, розташованим у людей на короткому плечі 21-ї хромосоми. Довжина поліпептидного ланцюга білка становить 349 амінокислот, а молекулярна маса — 38 697.
| 10         |  | 20         |  | 30         |  | 40         |  | 50         |
| ---------- |  | ---------- |  | ---------- |  | ---------- |  | ---------- |
| MKGLYFQQSS |  | TDEEITFVFQ |  | EKEDLPVTED |  | NFVKLQVKAC |  | ALSQINTKLL |
| AEMKMKKDLF |  | PVGREIAGIV |  | LDVGSKVSFF |  | QPDDEVVGIL |  | PLDSEDPGLC |
| EVVRVHEHYL |  | VHKPEKVTWT |  | EAAGSIRDGV |  | RAYTALHYLS |  | HLSPGKSVLI |
| MDGASAFGTI |  | AIQLAHHRGA |  | KVISTACSLE |  | DKQCLERFRP |  | PIARVIDVSN |
| GKVHVAESCL |  | EETGGLGVDI |  | VLDAGVRLYS |  | KDDEPAVKLQ |  | LLPHKHDIIT |
| LLGVGGHWVT |  | TEENLQLDPP |  | DSHCLFLKGA |  | TLAFLNDEVW |  | NLSNVQQGKY |
| LCILKDVMEK |  | LSTGVFRPQL |  | DEPIPLYEAK |  | VSMEAVQKNQ |  | GRKKQVVQF  |

A: Аланін

C: Цистеїн

D: Аспарагінова кислота

E: Глутамінова кислота

F: Фенілаланін

G: Гліцин

H: Гістидин

I: Ізолейцин

K: Лізин

L: Лейцин

M: Метіонін

N: Аспарагін

P: Пролін

Q: Глутамін

R: Аргінін

S: Серин

T: Треонін

V: Валін

W: Триптофан

Кодований геном білок за функцією належить до оксидоредуктаз. 
Задіяний у такому біологічному процесі, як альтернативний сплайсинг. 
Білок має сайт для зв'язування з НАДФ. 